# Pezzi da caccia

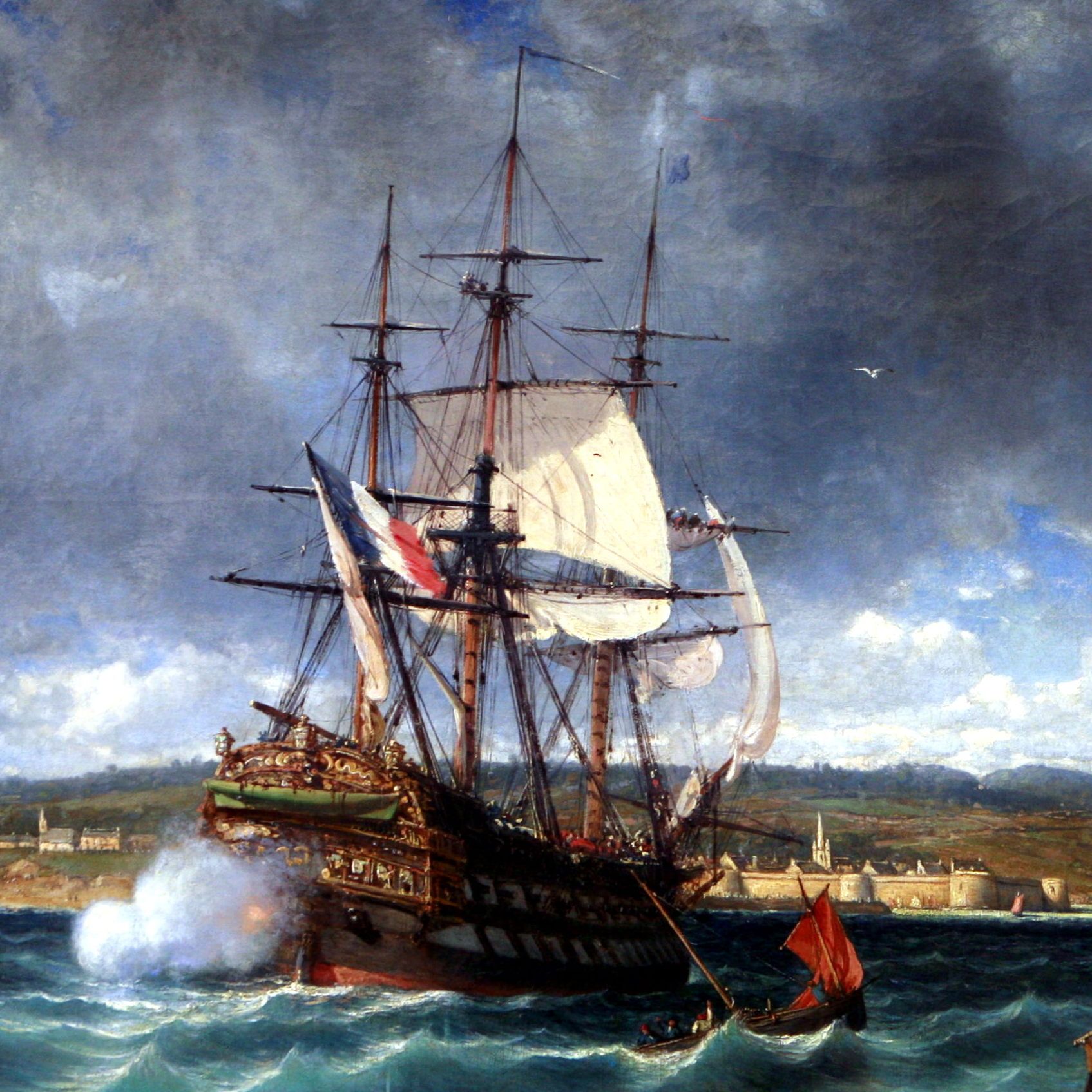
La francese Vétéran fa fuoco da uno dei pezzi da caccia di poppa

I pezzi da caccia (o pezzi in caccia) sono cannoni navali, non necessariamente di grosso calibro, ma sempre con canne piuttosto lunghe per poter godere di una grande gittata. I pezzi da caccia per definizione furono quelli utilizzati tra la fine del XVII secolo e gli anni quaranta del XIX secolo, nell'epoca d'oro della navigazione a vela, ma anche sulle cannoniere a vapore usate nella guerra di secessione americana, come ad esempio la USS Carondelet.
Durante il XVIII secolo erano in genere cannoni lunghi in bronzo da 9 libbre (inglesi) o 8 libbre (francesi, olandesi e spagnoli), anche se non erano sconosciuti pezzi leggermente più pesanti da 12 libbre (diffusi in Italia, uno dei quali è esposto al museo navale di Barcellona), oppure costosissimi pezzi in ottone. Questi cannoni erano in grado di sparare a lunghe distanze, e venivano installati in postazione fissa a prua ed orientati in avanti. Furono chiamati pezzi da caccia dai francesi perché venivano utilizzati quando una nave si metteva in caccia, cioè inseguiva un'altra nave, generalmente più debole, che cercava di sfuggirgli. Il corrispondente pezzo a poppa, destinato a contrastare i pezzi in caccia, era chiamato pezzo (o cannone) in ritirata.
Durante la guerra navale nell'età della vela la maggior parte della potenza di fuoco di una nave si concentrava sui fianchi, nella bordata, come veniva denominato il fuoco di un intero bordo della batteria principale, e solo pochi cannoni (in genere 2) erano posizionati a prua o a poppa. Arrivati a distanza di tiro i pezzi da caccia sparavano per cercare di danneggiare le vele, l'alberatura o il sartiame della nave nemica; a distanze più ravvicinate si utilizzavano due palle di ghisa incatenate per tranciare l'alberatura della nave e fermarne così la fuga. Il termine "pezzo" deriva dal linguaggio rozzo dei marinai che stava a significare il componente (o pezzo) fondamentale del cannone che era la canna in ghisa.